# Bruno Martino
Bruno Martino (Roma, 11 de noviembre de 1925 - 12 de junio de 2000) fue un compositor, cantante y pianista italiano.

## Trayectoria artística
Martino aprendió a tocar el piano a los catorce años. Fanático del jazz, pasó los primeros años de su carrera actuando con orquestas de radios europeas y clubes nocturnos. A mediados de la década de 1950 fue miembro de la orquesta de la RAI. Más tarde comenzó a componer música para cantantes italianos populares, y finalmente realizó una gira por el mundo con su propia orquesta. Esto dio lugar a una carrera tardía como cantante. 
A nivel internacional es mejor conocido por su canción de 1960 Estate (Verano), un estándar que ha sido interpretado por muchos músicos y cantantes de jazz desde principios de la década de 1960, incluidos João Gilberto, Joe Diorio, Chet Baker, Toots Thielemans, Shirley Horn, Eliane Elias, Michel Petrucciani, Monty Alexander, Mike Stern, John Pizzarelli y Robert Jospé. 
Otra de las canciones de éxito de Martino, Drácula Cha Cha (más tarde también llamada Drácula Cha Cha Cha) fue compuesta originalmente para la película de comedia de terror Steno Tempi duri per i vampiri (1959) y lanzada como sencillo el mismo año. Más tarde fue incluida en el álbum Italian Graffiti (1960/61) y se interpretó en pantalla en la película de Vincente Minnelli Two Weeks in Another Town (1962). Inspiró el título de la novela de Kim Newman Drácula Cha Cha Cha (1998), que tiene lugar en Roma en 1959. Hubo varias grabaciones de otros artistas, incluyendo a Bob Azzam, Bob McFadden, Renato Rascel y Henri Salvador. El propio Martino lanzó una canción de seguimiento llamada Draculino (Vampiro un po' bambino) (1959).

## Discografía
- 1959 - I grandi successi di Bruno Martino
- 1960 - Nuovi successi
- 1963 - Bruno Martino
- 1964 - Bruno Martino con orchestra
- 1965 - Dedicato a te
- 1969 - Sabato sera
- 1970 - The Best of Bruno Martino
- 1971 - Cos'hai trovato in lui
- 1972 - Ieri, oggi e sempre con Bruno Martino
- 1975 - I Love You
- 1977 - In the Night
- 1978 - Night Games
- 1980 - Il pianoforte e tu
- 1981 - Starai bene con me
- 1983 - Inconfutabilmente mia
- 1986 - Innamorarsi mai

- Bruno Martino en Discogs